# Méltányosság Politikaelemző Kör
A Méltányosság Politikaelemző Kört Lányi András szociológus és Csizmadia Ervin politológus hozta létre 2002-ben. Az alapítók szándéka az volt, hogy keretet biztosítsanak méltányos hangvételű politikai és társadalomtudományos vitáknak, mivel – ahogyan a Kör szervezői megfogalmazták – az ilyen viták hiányoznak a magyar közéletből.
A Kör az elmúlt évek során számos konferenciát szervezett, elsősorban a Szépművészeti Múzeumban. Lányi András 2005-ben kivált a Körből és helyét Zsolt Péter szociológus foglalta el.
A Méltányosság Politikaelemző Kör tevékenysége 2005-től kezdődően vált szélesebb körökben ismertté. A Kör vezetői többször ajánlatot tettek a nyilvánosság előtt, hogy megrendeznék a Gyurcsány Ferenc és Orbán Viktor közötti miniszterelnök-jelölti vitát, de azt végül az MTV szervezte meg. 2005-ben Gyurcsány Ferenc el is fogadta a Kör ajánlatát, Orbán Viktor azonban nem adott hivatalos választ. Az MPK a nyilvánosságban folyamatosan kommentálta a történteket, és a közeljövőben átfogó elemzést készít a vita előkészületeiről és magáról a vitáról.
A Méltányosság Politikaelemző Kör fél évtizedes társadalmi szervezetként való működés után hivatásos politikaelemző központként alakult újjá 2007 januárjában. Az így létrejött Méltányosság Politikaelemző Központ 2007 májusában kezdte meg rendszeres közéleti, tudományos, politikai és üzleti tevékenységét.

## További  információk
Hivatalos honlap